# Peter Aley
Peter Aley (* 2. Februar 1936 in Halle an der Saale; † 14. Februar 2009 in Tetenbüll) war ein deutscher Germanist.

## Leben
Nach der Promotion zum Dr. phil. am 9. Dezember 1970 in Frankfurt am Main war er von 1972 bis zur Emeritierung 2001 Professor für Germanistik, insbesondere Literaturdidaktik an der Gesamthochschule Essen.
Sein Forschungsschwerpunkt war Kinder- und Jugendliteratur.

## Schriften (Auswahl)
- Jugendliteratur im Dritten Reich. Dokumente und Kommentare. Hamburg 1969, OCLC 440057126.
- mit Helmut Fischer: Deutsch. Information, Kommunikation, Texte und Analysen. Essen 1977, ISBN 3-7736-3720-9.
- Eduard Mörikes künstlerisches Selbstverständnis im Spiegel seiner Gedichte „Die Elemente“, „Göttliche Reminiszenz“ und „Neue Liebe“. Egelsbach 1994, ISBN 3-89349-661-0.